# Euscelus columbiensis
Euscelus columbiensis es una especie de coleóptero de la familia Attelabidae.

## Distribución geográfica
Habita en Colombia.